# Brurevatten
Brurevatten är en sjö i Stenungsunds kommun i Bohuslän och ingår i Göta älv-Bäveåns kustområde. Sjön är 16 meter djup, har en yta på 0,101 kvadratkilometer och är belägen 125,6 meter över havet. Sjön avvattnas av vattendraget Bratteforsån. Vid provfiske har abborre och öring fångats i sjön.

## Delavrinningsområde
Brurevatten ingår i det delavrinningsområde (644896-127599) som SMHI kallar för Inloppet i Stora Hällungen. Medelhöjden är 116 meter över havet och ytan är 16,91 kvadratkilometer. Det finns inga avrinningsområden uppströms utan avrinningsområdet är högsta punkten. Avrinningsområdets utflöde Bratteforsån mynnar i havet. Avrinningsområdet består mestadels av skog (70 procent) och jordbruk (12 procent). Avrinningsområdet har 0,4 kvadratkilometer vattenytor vilket ger det en sjöprocent på 2,4 procent.